# ريتشارد بول (سياسي)
ريتشارد بول (بالإنجليزية: Richard Bull)‏ هو سياسي أسترالي، ولد في 14 ديسمبر 1946. انتخب عضو المجلس التشريعي نيو ساوث ويلز.